# Jirlău
Jirlău est une commune roumaine située dans le județ de Brăila.